# 卡氏平腹脂鯉
卡氏平腹脂鯉，為輻鰭魚綱脂鯉目脂鯉亞目脂鯉科的其中一個種。分布於南美洲巴西Ceara與Paraiba淡水流域，體長可達6公分，棲息在底中層水域，生活習性不明。